# ヴォルタ (アルバム)
『ヴォルタ』（Volta）は、アイスランド出身のミュージシャン、ビョークが2007年に発表した7作目（ワールドワイドのリリースとしては6作目）のスタジオ・アルバム。

## 背景
「アース・イントゥルーダーズ」「イノセンス」にはティンバランドが共同プロデューサーとして参加し、キーボードやプログラミングも担当。更に「ホープ」ではティンバランドがサンプラーを担当した。なお、ティンバランドは1997年、ミッシー・エリオットのシングル・ヒット曲「Hit Em wit da Hee」でビョークの「ヨーガ」をサンプリングしており、両名はそれ以来「いつか一緒にやろう」と話し合っていたという。
「ザ・ダル・フレイム・オブ・デザイア」と「マイ・ジュヴナイル」にはアントニー・アンド・ザ・ジョンソンズのアントニー・ヘガティがゲスト参加した。なお、同時期に録音されたビョークとヘガティのデュエット・ナンバー「Flétta」は、2010年にアントニー・アンド・ザ・ジョンソンズ名義のアルバム『スワンライツ』で発表された。
本作の制作当時、ビョークはスマトラ島沖地震の津波で大きな被害を受けたインドネシアのアチェ州を訪れており、その後、ニューヨークへ向かう飛行機の中で、貧困にあえぐ人々の津波の夢を見て、それをきっかけに「アース・イントゥルーダーズ」が作られた。また、「アイ・シー・フー・ユー・アー」はビョークが娘のために作った子守唄である。
「ニューモニア」はビョークの声とフレンチ・ホルンの演奏だけで成り立っており、ニコ・マーリーが指揮を担当した。「ホープ」にはマリ共和国出身のコラ奏者トゥマニ・ジャバテが参加しており、ビョークのボーカル・パートとジャバテのコラ演奏は、マリ共和国で同時に録音された。
ビョーク自身は本作の音楽性や制作過程について「フィジカルでアップビートな音楽を作りたい気分だった」「必要なのはすごくベーシックで衝動的な音」と説明している。
アルバム・タイトルはアフリカのヴォルタ川及びイタリアの物理学者アレッサンドロ・ヴォルタに由来している。

## 反響
本作からの先行シングル「アース・イントゥルーダーズ」は、2007年4月21日付の全英シングルチャートで78位を記録。
続いて本作がリリースされると、デンマーク及びノルウェーのアルバム・チャートでは初登場1位となった。全英アルバムチャートでは6週チャート圏内に入って最高7位を記録。アメリカでは総合アルバム・チャートのBillboard 200で9位に達して自身初の全米トップ10入りを果たし、『ビルボード』のエレクトロニック・アルバム・チャートでは自身2度目の1位獲得となった。

## 評価
グラミー賞では最優秀オルタナティヴ・ミュージック・アルバム賞にノミネートされたが、受賞は果たせなかった。Heather Pharesはオールミュージックにおいて5点満点中4点を付け「大胆だが思慮深く、繊細だが力強く、親しみやすい一方で前衛的」「彼女が1990年代に発表したポップ色の強い作品と、2000年代に発表した実験的な作品の振幅が、完璧なバランスを保っていることが分かる」と評している。

## 収録曲
特記なき楽曲はビョーク作。
1. アース・イントゥルーダーズ - "Earth Intruders" (Björk, Timbaland, Danja) - 6:13
2. ワンダーラスト - "Wanderlust" (Björk, Sjón) - 5:51
3. ザ・ダル・フレイム・オブ・デザイア - "The Dull Flame of Desire" (Björk, Fyodor Tyutchev) - 7:30
4. イノセンス - "Innocence" (Björk, Timbaland, Danja) - 4:27
5. アイ・シー・フー・ユー・アー - "I See Who You Are" (Björk, Mark Bell) - 4:22
6. ヴァータブリー・バイ・ヴァータブリー - "Vertebræ by Vertebræ" - 5:08
7. ニューモニア - "Pneumonia" - 5:14
8. ホープ - "Hope" (Björk, Timbaland) - 4:02
9. ディクレア・インディペンデンス - "Declare Independence" (Björk, M. Bell) - 4:13
10. マイ・ジュヴナイル - "My Juvenile" - 4:13

### イギリス盤/日本盤ボーナス・トラック
1. アイ・シー・フー・ユー・アー（マーク・ベル・ミックス） - "I See Who You Are (Mark Bell Mix)" (Björk, M. Bell) - 4:01

## 参加ミュージシャン
- ビョーク - ボーカル、プログラミング、エディット、シンセサイザー、クラヴィコード
- ティンバランド - キーボード、プログラミング、サンプラー
- ダンジャ - キーボード、プログラミング
- マーク・ベル - プログラミング
- ダミアン・テイラー - プログラミング、エディット、ノイズ、エフェクト
- ピート・デイヴィス - プログラミング
- Michael Pärt - エディット
- Konono Nº1 - 親指ピアノ (on #1)
- クリス・コルサーノ - ドラムス(on #1)、パーカッション (on #5)
- ブライアン・チッペンデール - ドラムス (on #3)
- アントニー・ヘガティ - ボーカル (on #3, #10)
- 閔小芬 - 琵琶 (on #5)
- ニコ・マーリー - 指揮 (on #7)
- トゥマニ・ジャバテ - コラ (on #8)
- ヨナス・セン - クラヴィコード (on #10)

その他、「ワンダーラスト」「ザ・ダル・フレイム・オブ・デザイア」「アイ・シー・フー・ユー・アー」にブラス・セクション、「ニューモニア」にフレンチ・ホルン・セクションが参加。